# Dolichopeza (Nesopeza) thisbe
Dolichopeza (Nesopeza) thisbe is een tweevleugelige uit de familie langpootmuggen (Tipulidae). De soort komt voor in het Oriëntaals gebied.